# Bernard Jamnický
Bernard Jamnický (ur. 14 czerwca 1943 w Švábovcach, zm. 25 czerwca 1979 w Tatrach) – słowacki taternik, alpinista, przewodnik tatrzański i ratownik górski.
Bernard Jamnický taternikiem został w 1962 roku, wspinał się także w innych pasmach górskich świata. Od 1967 stał się zawodowym ratownikiem górskim Pogotowia Górskiego, w 1970 roku otrzymał uprawnienia przewodnika tatrzańskiego I klasy. Był członkiem czechosłowackich wypraw w Pamir (1976) i Ruwenzori (1978).
Jamnický zginął w katastrofie ratowniczego śmigłowca, która miała miejsce 25 czerwca 1979 roku nieopodal Capiego Stawu w Dolinie Młynickiej.